# Sarah Chakko
Sarah Chakko (geboren am 13. Februar 1905 in Trichur, Indien; gestorben am 25. Januar 1954 in Lucknow) war als Angehörige der Syrisch-Orthodoxen Kirche die erste Frau, die ins Präsidium des Ökumenischen Rats der Kirchen gewählt wurde.
Chakko war die zweite Tochter (das vierte von zehn Kindern) von Polizeisuperintendent Mazhuvancheriparambath Avaram Chakko in Kerala. Sie studierte Geschichte und unterrichtete das Fach ab 1925 an höheren Mädchenschulen, zunächst in Madras. 1937 absolvierte sie ein Master-Studium in Chicago. 1943 wurde sie als Professorin an das Isabella-Thoburn-College in Lucknow berufen, dessen Direktorin sie später wurde.
Neben ihrer Unterrichtstätigkeit organisierte sich die gläubige Christin beim Christlichen Studenten-Weltbund (Student Christian Movement, SCM) und wurde dessen Vorsitzende für Indien, Burma und Sri Lanka. Zudem war sie bei der YWCA. Aufgrund ihrer Verpflichtungen reiste sie viel, sowohl in die USA, nach Europa und in den Nahen Osten. 1950 wurde sie in die Arbeit des Ökumenischen Weltkirchenrats involviert, und wurde nach dem Rücktritt von Präsident T. C. Chao im August 1951 als dessen Nachfolgerin gewählt. Damit war sie die erste Frau im Präsidium des Rates sowie die erste (und für mehrere Jahrzehnte die letzte) ökumenische Funktionärin in der Syrisch-Orthodoxen Kirche. Zwar ordnete sie sich ihrem Bischof als Gläubige unter, was sie auch bei ihrer Berufung betonte; durch ihre Arbeit und sonstiges Engagement stand sie jedoch anderen Konfessionen inhaltlich näher, vor allem den Presbyterianern und den Methodisten.
An der Teilnahme an ihrer ersten Vollversammlung in Evanston (Illinois), die im August 1954 stattfand, wurde sie durch ihren überraschenden Tod an einem Herzleiden gehindert.